# Önnarps socken
Önnarps socken i Skåne ingick i Vemmenhögs härad, uppgick 1967 i Trelleborgs stad och området ingår sedan 1971 i Trelleborgs kommun och motsvarar från 2016 Önnarps distrikt.
Socknens areal är 5,68 kvadratkilometer varav 5,56 land. År 2000 fanns här 141 invånare. Kyrkbyn Önnarp med sockenkyrkan Önnarps kyrka ligger i socknen. 

## Administrativ historik
Socknen har medeltida ursprung. 
Vid kommunreformen 1862 övergick socknens ansvar för de kyrkliga frågorna till Önnarps församling och för de borgerliga frågorna bildades Önnarps landskommun. Landskommunen uppgick 1952 i Anderslövs landskommun som upplöstes 1967 då denna del uppgick i Trelleborgs stad som ombildades 1971 till Trelleborgs kommun. Församlingen uppgick 2002 i Anderslövs församling.
1 januari 2016 inrättades distriktet Önnarp, med samma omfattning som församlingen hade 1999/2000.  
Socknen har tillhört län, fögderier, tingslag och domsagor enligt vad som beskrivs i artikeln Vemmenhögs härad. De indelta soldaterna tillhörde Södra skånska infanteriregementet, Vemmenhögs kompani och Skånska dragonregementet, Vemmenhögs skvadron, Borreby kompani.

## Geografi
Önnarps socken ligger nordost om Trelleborg och väster om Ystad. Socknen är en odlad småkuperad slättbygd på Söderslätt.

## Fornlämningar
Från stenåldern finns några boplatser. Från bronsåldern finns två gravhögar. 

## Namnet
Namnet skrevs på 1510-talet Önerup och kommer från kyrkbyn. Efterleden är torp, 'nybygge'. Förleden innehåller mansnamnet Önd.